# Poplavî, Pidvolociîsk
Poplavî (în ucraineană Поплави) este un sat în orașul raional Skalat din raionul Pidvolociîsk, regiunea Ternopil, Ucraina.

## Demografie
Componența lingvistică a localității Poplavî
     Ucraineană (98,47%)
     Rusă (1,53%)
Conform recensământului din 2001, majoritatea populației localității Poplavî era vorbitoare de ucraineană (98,47%), existând în minoritate și vorbitori de rusă (1,53%).